# Sofija Minska
Sofija Minska ali Sofija Polocka je bila danska kraljica žena, poročena z danskim kraljem Valdemarjem I., in po poroki z Ludvikom III., deželnim grofom Turingije, deželna grofica Turingije, * 1141, † 5. maj 1198.

## Življenje
Sofija je bila rojena v drugem zakonu  svoje matere Richenze Poljske, vdove švedskega kralja Magnusa Nilssona. Bila je polsestra Knuta V. Danskega, sina Magnusa in Richeze, s katerim se je Valdemar I. pozneje bojeval za prevlado nad Dansko.
Sofijin oče "Valador" je bil najverjetneje Volodar Glebovič, knez Minska, Polocka in Grodna.
Sofijina mati se je v tretje poročila s švedskim kraljem Sverkerjem I. in Sofija je odraščala na švedskem dvoru. Leta 1154 je bila zaročena z Valdemarjem Danskim, kar je ustvarilo nekakšno zavezništvo med Švedsko in Dansko. Sofija je odšla na Dansko, ker še ni bila  ovolj stara za poroko, pa so jo dali v varstvo ženi po imenu Bodil. Tri leta pozneje, leta 1157, se je v Viborgu poročila z Valdemarjem.
Opisana e kot lepa, gospodovalna in morda kruta ženska. Po legendi je dala umoriti Valdemarjevega ljubimca Toveja in raniti njegovo sestro Kirsten, vendar to ni potrjeno v nobenem primarnem viru. Leta 1182 je ovdovela.
Okrog leta 1184 se je drugič poročila z Ludvikom III. Turingijskim. Do meje sta jo spremljala sin in močno spremstvo. Leta 1190 jo je mož zavrnil in Sofija se je vrnila na Dansko. Umrla je osem let kasneje in bila pokopana v opatiji Ringsted.

## Otroci
Z Valdemarjem I. je imela osem otrok:
- Sofijo (1159–1208), poročeno s  Siegfriedom III., grofom Weimar-Orlamündeja,
- kralja Knuta VI. Danskega (1163–1202),
- Marijo (rojena okoli 1165), nuno v Roskildeju (1188)
- Margareto (rojena okoli 1167), nuno v Roskildeju (1188)
- kralja Valdemarja II. Danskega (1170–1241),
- Ingeborg (1175–1236), poročeno s kraljem Filipom II. Francoskim,
- Heleno (okoli 1177–1233), poročeno z Viljamom  Lüneburškim, in
- Richezo (okoli 1180–1220), poročeno s kraljem Erikom X. Švedskim.

## Sklic
1. ↑  Самонова, Мария Николаевна (2012). »Полоцкое княжество в системе династических связей и политических взаимоотношений Руси со Скандинавией и Польшей в ХІ ― начале ХІІІ в.«. Studia Historica Europae Orientalis. Минск: Республиканский институт высшей школы. Вып. 5: 6–24.

## Vir
- Johannes Steenstrup. Sophia. V Carl Frederik Bricka (ur.). Dansk biografisk Lexikon. Tillige omfattende Norge for Tidsrummet 1537–1814. 1. Auflage. Band 16: Skarpenberg–Sveistrup. Gyldendalske Boghandels Forlag, Kopenhagen 1902, str. 162–163. dänisch, runeberg.org.

| Sofija Minska RurikidiRojen: 1141 Umrl: 5. maj 1198 |                                |                              |
| Danska kraljevska družina                           |                                |                              |
| Predhodnik: Helena Švedska                          | Kraljica žena Danske 1157–1182 | Naslednik: Gertruda Bavarska |